# Museu Casa de Augusto Comte
O Museu Casa de Auguste Comte - em francês, no original, Maison d'Auguste Comte - é uma instituição cultural dedicada à preservação da memória e da obra do filósofo francês Augusto Comte (1798-1857). Seu endereço é: rua Monsieur le Prince, n. 10, 75006 Paris.
Mantida por positivistas desde a década de 1870, reproduz fielmente o apartamento em que viveu Comte no século XIX, permitindo ter-se uma ideia de como era a vida, o cotidiano e o ambiente de trabalho do fundador do Positivismo e da Religião da Humanidade. Além de museu, é um local de pesquisa sobre a história política, social e cultural da França e da Europa de meados do século XIX em diante.